# Коробов, Вениамин Андреевич
Вениамин Андреевич Коробов (27 сентября 1951, Москва — 24 декабря 2017, Москва) — пианист; Заслуженный артист Российской Федерации (2004), обладатель премии Фонда «Русское исполнительское искусство», профессор Московской государственной консерватории имени П. И. Чайковского, солист Московской Государственной Академической филармонии, ведущий консультант Международного благотворительного фонда Владимира Спивакова.

## Биография
С отличием окончил Московскую государственную консерваторию по классу профессора В. А. Натансона. С 1976 года преподавал в Московской консерватории, профессор.
Вёл активную концертную деятельность, выступал с сольными и ансамблевыми концертами в Москве, городах России, а также в Венгрии, Германии, Швейцарии, Норвегии, Японии, Израиле, Мексике, Колумбии. Творческое сотрудничество связывало Коробова с такими музыкантами как В. Соколов, А. Голышев, А. Мартынов, В. Иванов, М. Уткин, Е. Ревич, Е. Петров, А. Тростянский, Камерным ансамблем «Солисты Москвы» под управлением Ю. Башмета и др.
В репертуаре и среди многочисленных записей В. Коробова на «Радио-1» — сочинения Глинки, Ляпунова, Метнеров, Мясковского, Прокофьева, Рахманинова, Шопена, Скрябина, Шуберта, Дютийе, Мийо и др. Фирмами «Carlton» (Англия), «Polygram» (Франция), Московской консерваторией выпущено несколько компакт-дисков с записями произведений Метнера, Брамса, Стравинского, Прокофьева, Рахманинова.
Постоянно проводил мастер-классы в России и за рубежом, в том числе в рамках программ МБФ Владимира Спивакова и Международного фонда помощи юным пианистам Владимира Крайнева.
Умер в 2017 году. Урна с прахом захоронена в колумбарии на Ваганьковском кладбище.